# Kuranes

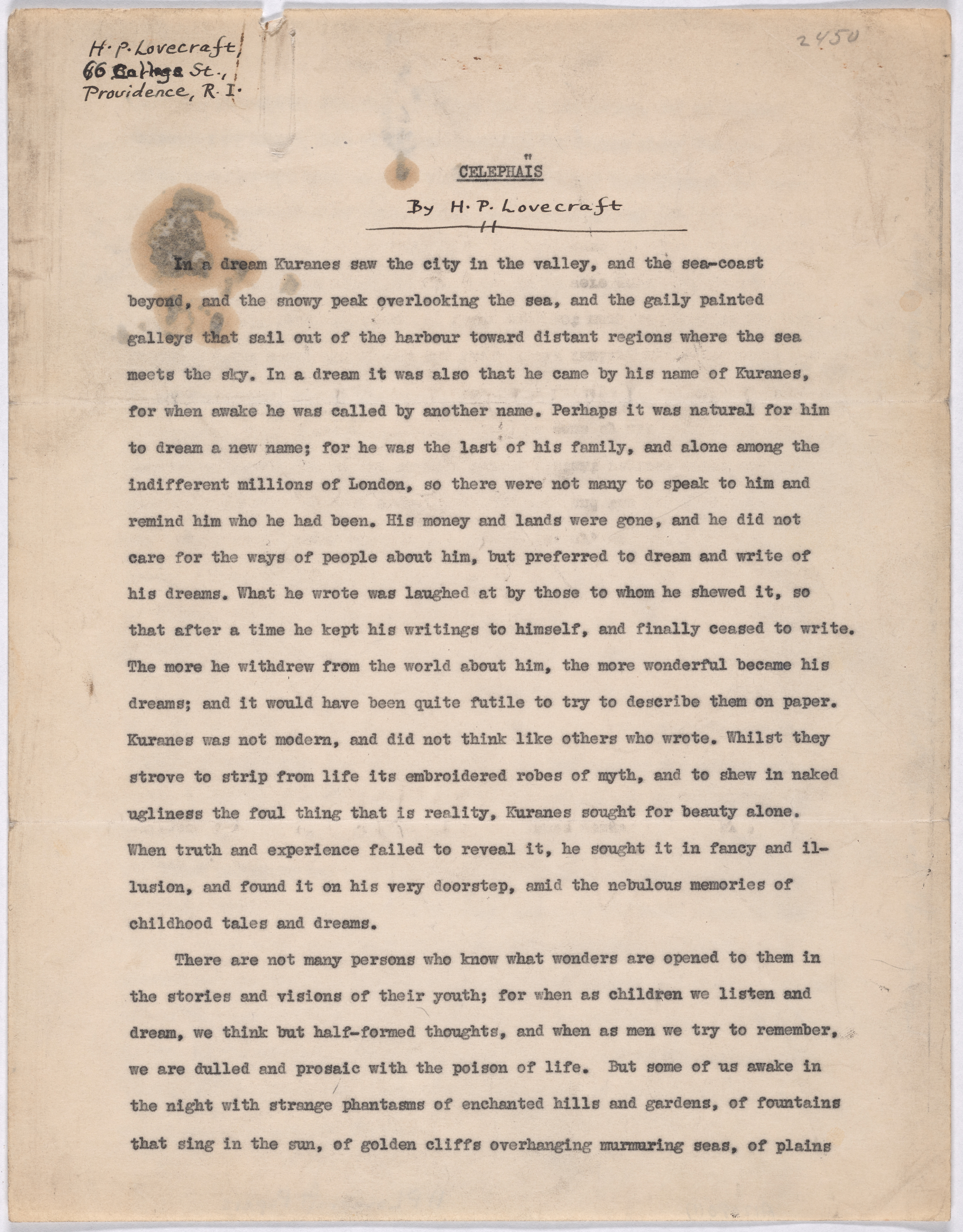
Primera pàgina del manuscrit "Celephaïs", de H. P. Lovecraft, el protagonista del qual és Kuranes

Kuranes és un personatge de ficció creat per H.P. Lovecraft que apareix principalment en dos relats: ''Celephaïs'' i ''The Dream-Quest of Unknown Kadath'' (en català: La recerca onírica de la desconeguda Kadath). "Kuranes" és el nom que es dona a si mateix a les Terres Oníriques, ja que el seu nom real no es revela en cap moment.

## Història
En el món lúcid, Kuranes era un home de Cornualla de classe benestant, d'esperit sensible i fantasiós. Durant la seva infància viatjava regularment a les Terres Oníriques, on aixecà la ciutat de Celephaïs. En arribar a la maduresa, les penúries i responsabilitats de la vida adulta el duran a una malenconia cada cop major, ja que l'únic que ell desitja és tornar a la ciutat de Celephaïs i gaudir de les meravelles del món dels somnis.
La seva obsessió progressiva en les Terres Oníriques i el fort desig de romandre-hi el major temps possible el faran recórrer a les drogues. Això el durà a la despreocupació total de la seva vida mundana i acabarà malvivint en la indigència fins a morir per sobredosi, si bé el seu "jo" oníric (el Kuranes pròpiament dit) es mantindrà viu per sempre més com a rei de la ciutat que va crear en la seva joventut: Celephaïs.
A "La recerca onírica de la desconeguda Kadath", se'l presenta com a amic del també somiador Randolph Carter, a qui intenta ajudar en la seva recerca de la ciutat de Kadath. També se'l presenta com un dels somiadors més poderosos i gaudeix de gran fama entre els pobladors de les Terres Oníriques.